# Vámosújfalu
Vámosújfalu ist eine Gemeinde im Komitat Borsod-Abaúj-Zemplén.

## Geografische Lage
Vámosújfalu liegt im Norden Ungarns, 57 Kilometer vom Komitatssitz Miskolc entfernt.
Nachbargemeinden sind Olaszliszka 2 km und Bodrogolaszi 8 km.
Die nächste Stadt Szerencs ist 23 km von Vámosújfalu entfernt.

## Weblinks

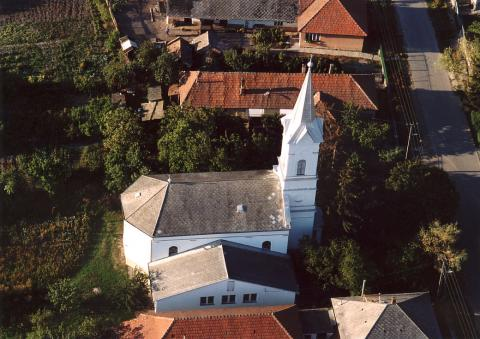
Luftbild: Vámosújfalu - Reformierte Kirche